# Quận Sullivan, New York
Quận Sullivan (tiếng Anh: Sullivan County) là một quận nằm trong tiểu bang New York. Theo ước tính năm 2007 của Cục điều tra dân số Mỹ, dân số của quận là 76.303 người. Đây là một phần của vùng đô thị New York. Quận lỵ là Monticello. Tên gọi của quận được đặt để vinh danh của Thiếu tướng John Sullivan, một anh hùng trong Chiến tranh Cách mạng Mỹ. Quận này có hàng loạt khách sạn và khu nghỉ mát của Borscht Belt, mà có thời kỳ hoàng kim của từ những năm 1920 thông qua năm 1970.
Khi thuộc địa mà nay là bang New York được thành, có mười hai quận đầu tiên được lập năm 1683, quận Sullivan ngày nay đã là một phần của quận Ulster. Năm 1809, quận Sullivan được tách ra từ quận Ulster.

## Các khu vực dân cư

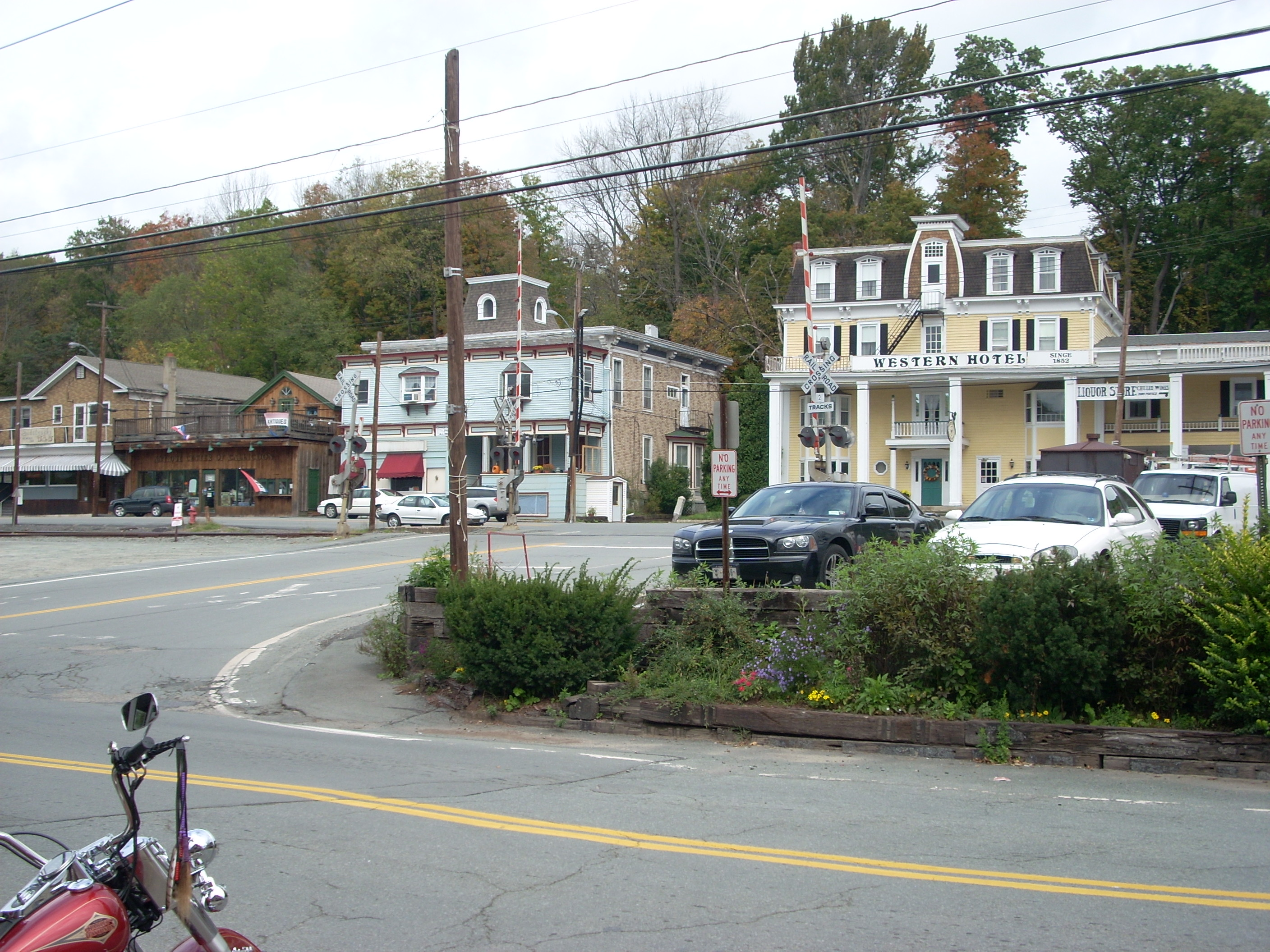
Làng Callicoon

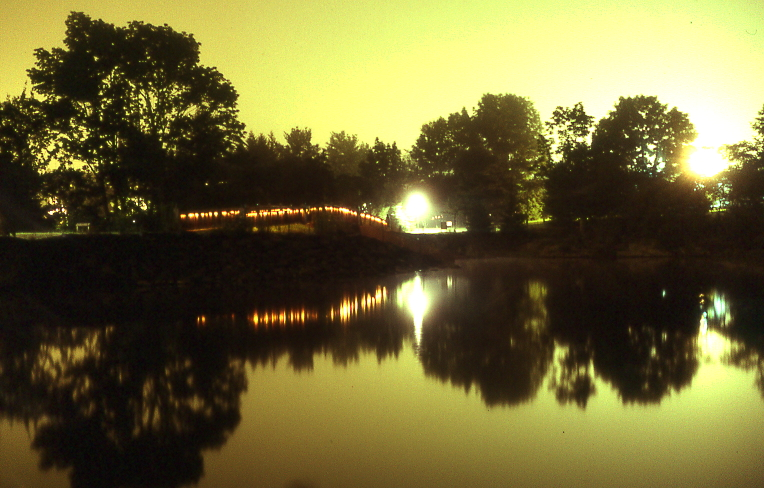
Hồ Nityananda, Fallsburg

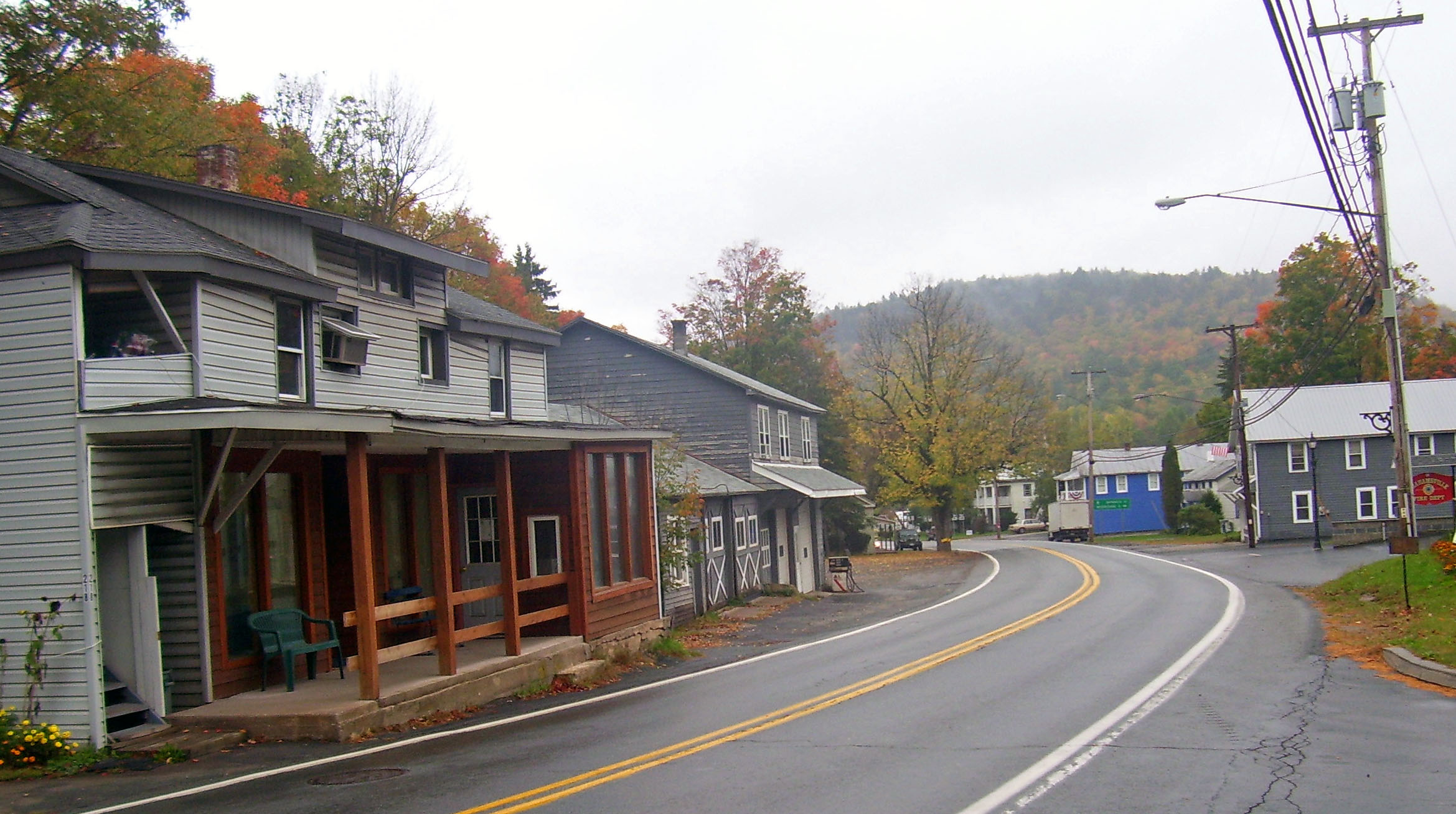
Làng Grahamsville

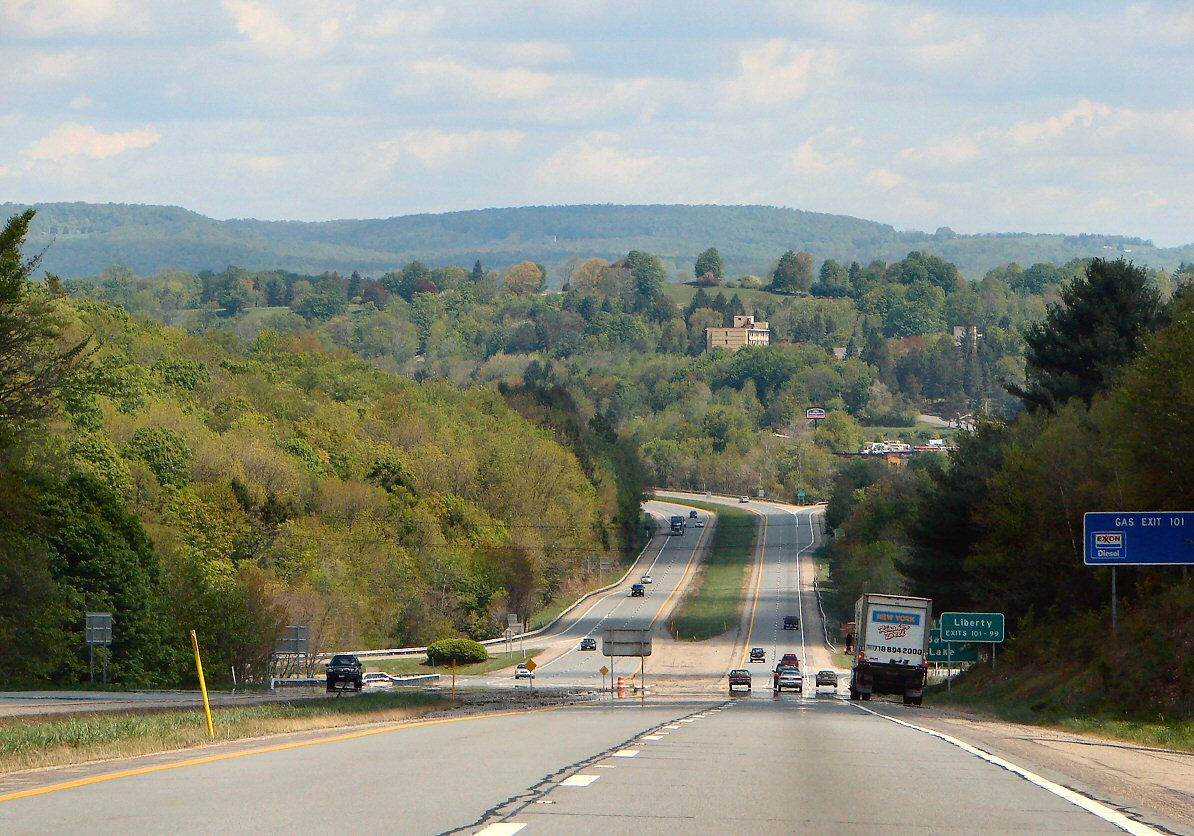
New York State Route 17 ở Liberty

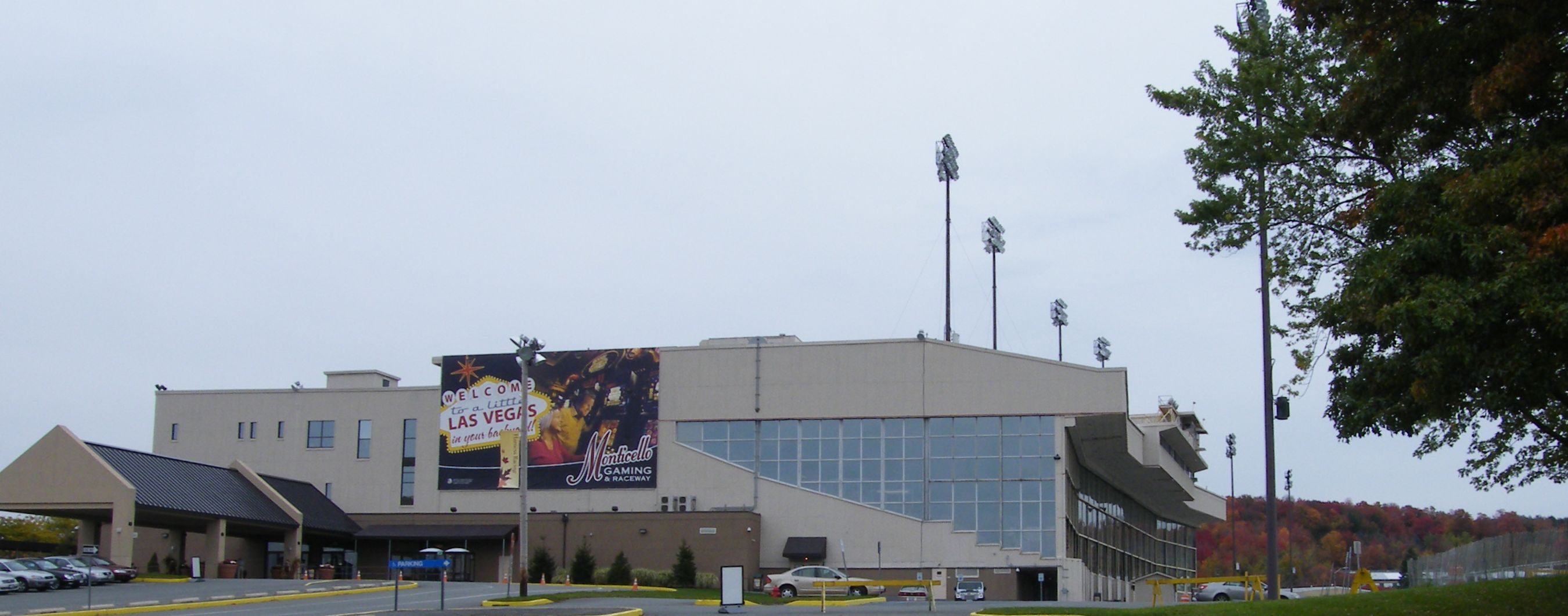
Monticello Raceway ở Monticello

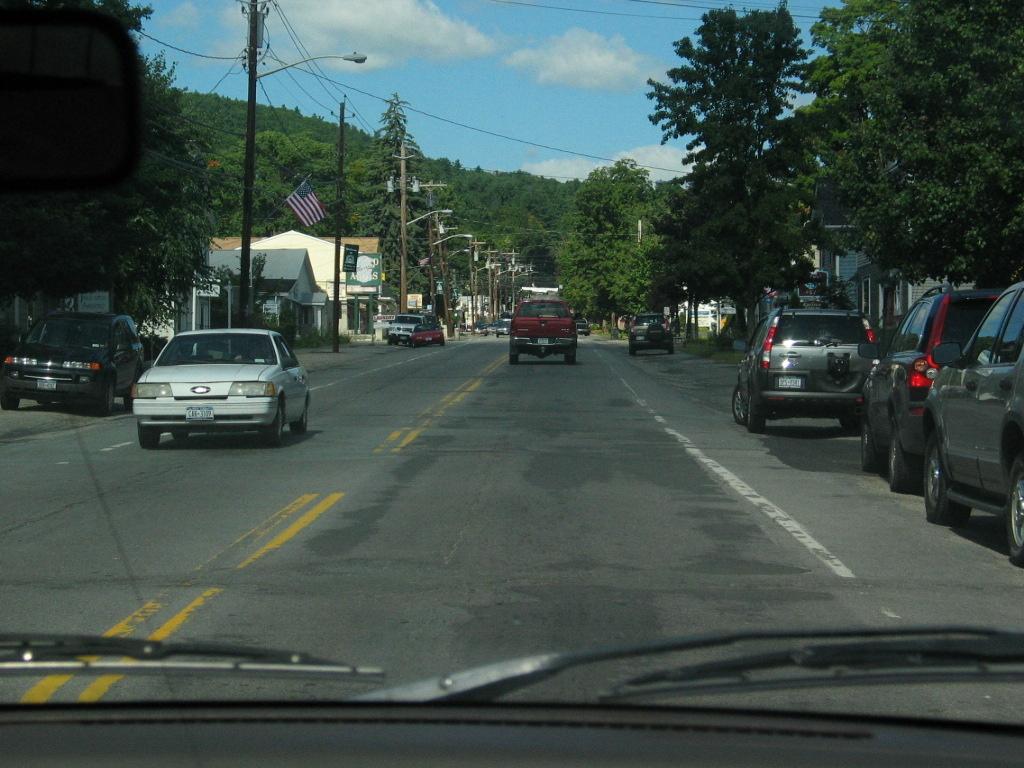
Làng of Wurtsboro

- Barryville (làng)
- Bethel (thị trấn)
- Bloomingburg (làng)
- Callicoon (làng)
- Callicoon (thị trấn)
- Cochecton (thị trấn)
- Delaware (thị trấn)
- Divine Corners (làng)
- Eldred (làng)
- Fallsburg (thị trấn)
- Forestburgh (thị trấn)
- Fremont (thị trấn)
- Glen Wild (làng)
- Grahamsville (làng)
- Harris (làng)
- Hasbrouck (làng)
- Highland (thị trấn)
- Hurleyville (làng)
- Jeffersonville (làng)
- Liberty (làng)
- Liberty (thị trấn)
- Livingston Manor (làng)
- Loch Sheldrake (làng)
- Lumberland (thị trấn)
- Mamakating (thị trấn)
- Monticello (làng)
- Mountaindale (làng)
- North Branch (làng)
- Narrowsburg (làng)
- Neversink (thị trấn)
- Rock Hill (làng)
- Rockland (thị trấn)
- Roscoe (làng)
- Smallwood (làng)
- South Fallsburg (làng)
- Thompson (thị trấn)
- Tusten (thị trấn)
- Woodbourne (làng)
- Woodridge (làng)
- Wurtsboro (làng)
- Youngsville (làng)